# Jesse L. Brown

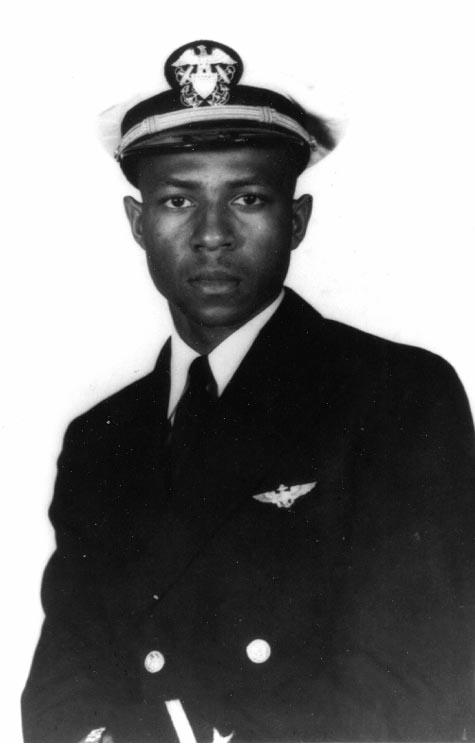

Jesse LeRoy Brown (Hattiesburg, 13 de outubro de 1926 - 4 de dezembro de 1950) foi um militar norte-americano, o primeiro aviador naval afro-americano na Marinha dos Estados Unidos. Condecorado com a medalha Distinguished Flying Cross, foi o primeiro oficial naval morto na Guerra da Coreia.
Nascido em Hattiesburg, estado do Mississippi, e oriundo de uma família pobre, Brown demonstrou grande interesse por aeronaves desde jovem. Apesar de ter vivido numa época na qual o racismo era institucionalizado, Brown conseguiu graduar-se com destaque em sua turma de faculdade e, mais tarde, foi premiado com um grau da Ohio State University. Ele se alistou na Marinha Americana em 1946 e tornou-se aspirante um ano depois. Durante este tempo, ele se casou, violando das normas da Marinha. Brown foi oficializado como piloto em 21 de outubro de 1948 em meio a uma onda de cobertura da imprensa.